# Ильин, Александр Михайлович (историк)
Алекса́ндр Миха́йлович Ильи́н (1870, Керчь — 27 марта 1937 года, Ростов-на-Дону) — ростовский археолог, историк, преподаватель, один из основателей Ростовского городского музея.

## Биография
Александр Михайлович Ильин родился в 1870 году в Керчи в семье инженера, там же окончил гимназию; продолжил образование в Санкт-Петербургском учительском институте. Впоследствии он окончил ещё один институт — археологический.
В 1898 году A. M. Ильин переехал в Ростов-на-Дону, где преподавал историю в различных гимназиях и училищах, за что в предреволюционные годы получил чин надворного советника.
В 1909 году он поддержал начинания собирателя обширной геологической коллекции, краеведа М. Б. Краснянского по созданию Общества истории, древностей и природы. На первом организационном заседании Общества A. M. Ильин избирается в состав Правления, ему поручается должность секретаря и председателя отдела археологии.
Изучая и собирая сведения об археологических памятниках в низовьях Дона, он объезжает близлежащие к Ростову города, хутора, станицы и начинает готовить курс лекций по истории и археологии донского края. В 1910 году A. M. Ильиным в дар открывающемуся городскому музею была принесена коллекция, включавшая древние монеты и предметы археологии.
В 1911 году, получив разрешение на ведение археологических раскопок Олимпиадовского кургана, расположенного в трёх верстах от Ростова от Императорской археологической комиссии и войскового атамана, он возглавляет эти исследования. В 1912 году под его руководством проводятся исследования Братского кургана, находящегося на выгонной земле Ростова. Одновременно он продолжает изучение каменных стел с греческими надписями, найденных на территории Недвиговского городища (ныне территория музея-заповедника Танаис). С неослабевающим вниманием изучает археологические находки на территории активно перестраивающегося и расширяющего свои территории Ростова-на-Дону.
В 1914 году Общество уже вело раскопки в Черкасском, Ростовском, Донецком округах. Археологические находки становились экспонатами городского музея.
Результатами изысканий A. M. Ильина стали его многочисленные работы по проблемам археологии.
На протяжении многих лет A. M. Ильин являлся бессменным секретарём Общества истории, древностей и природы. В 1912 году он был утверждён редактором «Записок общества». Благодаря его усилиям увидели свет два тома, которые ныне хранятся в редком фонде Донской государственной публичной библиотеки.
Результаты многолетних исследований древней истории Ростова, работа во Владикавказе с архивом крепости Св. Анны и Св. Димитрия Ростовского, контакты с Воронежской архивной комиссией сформировали основу его книги «История Ростова-на-Дону», которая была написана в преддверии негромкого юбилея — 160-летия города. К достоинствам этой книги современники относили вполне обстоятельное изложение исторического бытия города, отмечали её как живо написанную и полную интереса книгу. Положительные отзывы о ней появлялись в местных и петербургских изданиях.
Знаковым событием в истории донского края было учреждение 1 мая 1918 года в Ростове археологического института. Это частное высшее учебное заведение объединило крупных учёных с целью подготовки нового поколения молодых исследователей. Курс археологии, за все четыре года существования института, читал A. M. Ильин. Его талантливый ученик С. А. Визягин впоследствии возглавил городской музей, получивший после национализации в 1920 году название Первый Донской музей искусств и древностей.
В 1920-е годы A. M. Ильин продолжает научно-исследовательскую и преподавательскую деятельность: работает в музее, читает курс лекций по истории в Донском университете, ведёт археологические исследования, активно участвует в работе созданного Общества, которое в 1925 году, после образования Северо-Кавказского края, стало называться «Северо-Кавказским краеведческим обществом истории, природы и этнографии». За обширную научно-исследовательскую деятельность по совокупности работ A. M. Ильину было присвоено звание профессора.
Однако в 1931 году, вследствие поворота в идеологическом бытии страны, когда торжествовала борьба на религиозном фронте, с представителями «лженауки», чуждыми направлениями в искусстве — был нанесён удар и по краеведению. А. Ильин, как и другие его коллеги, был снят с работы. Впоследствии он остался без пенсии, имея трудовой стаж более 41 года. Духовную и материальную поддержку в это время он получал только от детей, проживающих в Москве. В письме к дочери в эти годы он писал: «Я со стоическим упорством переношу все невзгоды, холод, ненависть, темноту…». Недоедание, нищета, недуги были его спутниками в середине 1930-х годов. Но едва ослабевали приступы болезни, он продолжал работать. «Утешение моё — это мои научные работы», — писал Ильин.
Жизнь учёного, просветителя, археолога оборвалась 27 марта 1937 года. Строки некролога, опубликованного в газете «Молот», были сухи и кратки: «Родные извещают о смерти педагога, профессора Ильина Александра Михайловича. Вынос тела 30 марта в 12 ч. дня из кв. Мало-Садовая № 6». Похоронен А. М. Ильин на Братском кладбище Ростова-на-Дону. Впоследствии его неоконченные работы и архив были перевезены детьми в Москву, где и ныне хранятся у его внука.

## Основные работы
- «О сопротивлении злу силою»
- «Аксиомы религиозного опыта»
- «Философия Гегеля как учение о конкретности Бога и человека»
- «О сущности правосознания»
- «Поющее сердце. Книга раздумий и тихих созерцаний»
- «Путь к очевидности»
- «Усть-Темерницкое городище»
- «Прошлое донской дельты»
- «Олимпиадовские курганы»
- «Передовая фактория Танаиса. Древнегреческое поселение в устье реки Темерника»